# Кириллов, Роман Михайлович
Рома́н Миха́йлович Кири́ллов (род. 4 февраля 1977, Волжский, Волгоградская область, РСФСР, СССР) — российский актёр.

## Биография
Роман Кириллов родился 4 февраля 1977 года в городе Волжский Волгоградской области.
В 1999 году окончил школу-студию МХАТ (курс Олега Ефремова) и был принят в труппу МХАТа. В 2006 году покидает МХАТ для того, чтобы собрав единомышленников, создать Творческую группу актеров Москвы. Результатом этого сотрудничества стали спектакли «Тема для романа» и «Как поссорился Иван Иванович с Иваном Никифоровичем», где Роман Кириллов выступил также в качестве режиссёра-постановщика.
Служил в театре «Et Cetera». С 2009 года был в качестве приглашённого, а начиная с 2012 года стал актёром на постоянной основе в Московском театре имени Моссовета.
С 2003 года снимается в кино и телесериалах.

## Творчество

### Роли в театре

#### Московский художественный театр им. А. П. Чехова
- «Борис Годунов»
- «Горе от ума»
- «Гроза»
- «Джульетта и её Ромео» — Капитан Капулетти
- «И свет во тьме светит…» — Тапер
- «Бабье царство» — Назарыч
- «Ундина» — Судья
- «Лесная песня» — Водяной
- «Новый американец»
- «Девушки битлов» — Маркс
- «Антигона» — Вестник
- «Сонечка»
- «Вечность и еще один день» — Аверкие Скила
- «Терроризм» — Ревнивый
- «Нули» — Командир
- «Белая гвардия» — Врач германской армии
- «Белое на черном» — Герой
- «Последняя жертва» — Лука Дергачёв
- «Король Лир» — Гонерилья

#### «Творческая группа актёров Москвы»
- «Тема для романа» — Сорин
- «Как поссорился Иван Иванович с Иваном Никифировичем» — Иван Иванович

#### Московский театр «Et Cetera»
- «Пожары» — Вахаб, Нихад
- «Продюсеры» — Франц Липкинд

#### Театр Моссовета
- «Царство отца и сына» — Василий Шуйский
- «A Chorus Line» «Casting/Кастинг» — Дмитрий Хачатуров
- «Р. Р. Р.» — Лужин, жених
- В случае убийства набирайте «М» — Хаббард, Лесгейт

#### Театр Мюзикла
- «Времена не выбирают» — Мэтт Фрей

### Фильмография
- 2003 — Стилет-2 — Пресс-секретарь
- 2003 — Таксистка — эпизод
- 2004 — Диверсант — эпизод
- 2004 — Мур есть Мур — мл. лейтенант Гусляев
- 2004 — Штрафбат — Гаврилов
- 2004—2013 — «Кулагин и партнёры» — эпизод
- 2005 — Рублевка-Live — Антон
- 2005 — Любовь моя" (ситком) — участковый Сидоров
- 2006 — Русский перевод — водитель
- 2006 — Солдаты-9 — пиарщик Петя
- 2006 — Буровая — Тимур Сабаев
- 2007 — Я вернусь — Мерзляков
- 2007 — Закон и порядок — Юрий Линев
- 2007 — Любовь как любовь — Алик
- 2007 — О тебе — Рихард
- 2008 — Широка река — Боков
- 2008 — Полет фантазии — Денис
- 2008 — ГИБДД и т. д. — Толик
- 2009 — Однажды будет любовь — Вадим
- 2009 — Вернуть на доследование
- 2009 — Москва, я люблю тебя!", новелла «Работа» — Старший менеджер
- 2010 — Алиби на двоих — Михаил Ивин
- 2010 — Бомбила — Фёдор Лавров
- 2010 — 2012 — Ефросинья. Продолжение — Корнеев
- 2011 — Царство отца и сына (фильм-спектакль) — Василий Шуйский
- 2011 — Срочно в номер-3 — Борис
- 2011 — Зверобой-3 — Диггер
- 2011 — Амазонки — Марк Шмелёв
- 2011 — Паутина 6 — Игорь
- 2013 — Мститель — Валерка
- 2013 — Лесник 3 — Семён Ковалёв
- 2016 — Анна-детективъ («Месть», фильм №6) — «Жорж» (Христофор Захарович), портной
- 2018 — Динозавр — криминальный авторитет